# Ipomoea alba
L'ipomea bianca (Ipomoea alba L.), a volte chiamata fiore di luna o vite luna, è una specie della famiglia Convolvulaceae, originaria delle regioni tropicali e subtropicali del Nuovo Mondo, dal nord dell'Argentina fino al Messico e alla Florida.
Il nome fiore di luna deriva dal fatto che sboccia di notte e dalla loro forma rotonda come una luna piena.

## Descrizione

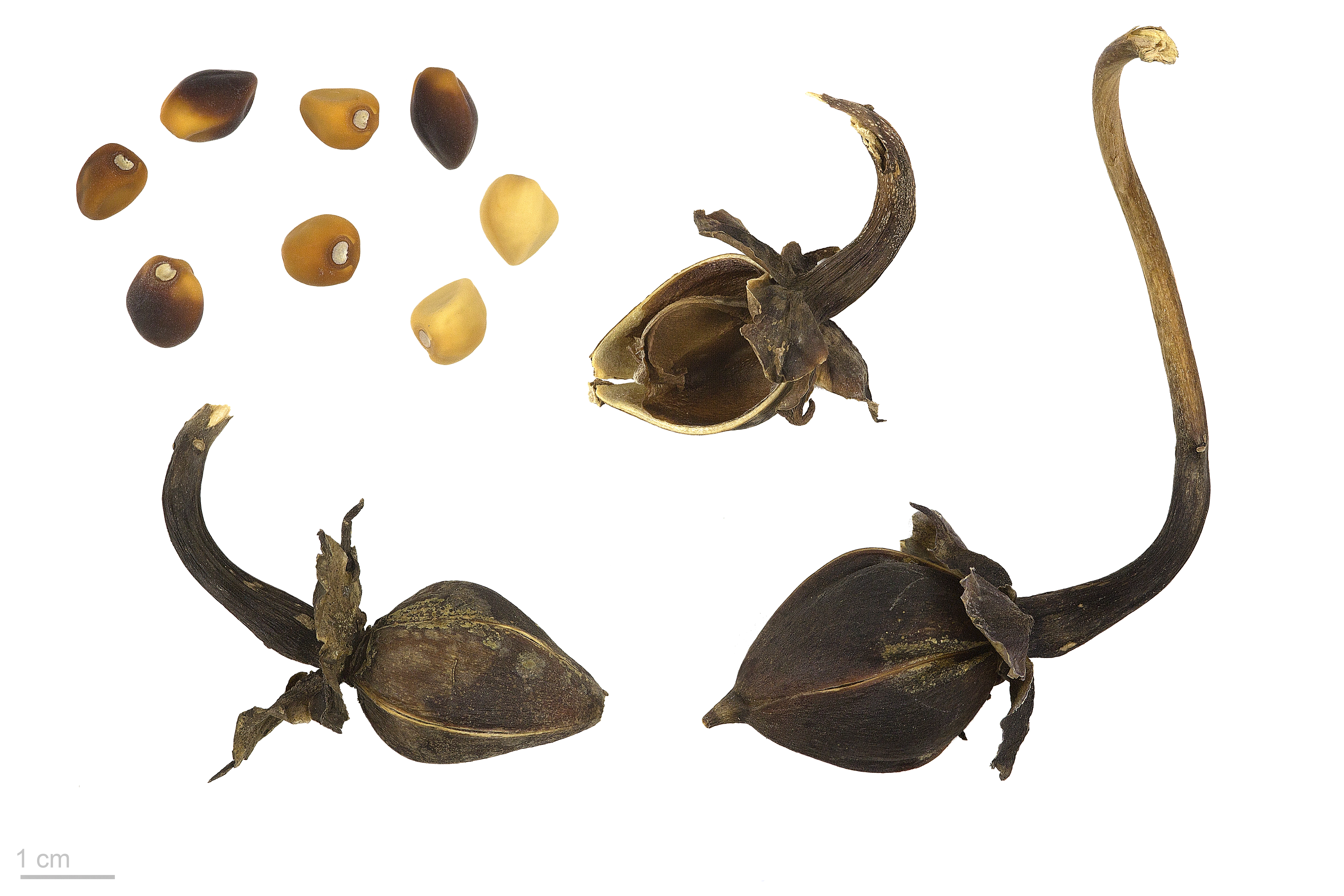
Ipomoea alba

È una pianta erbacea perenne che può crescere fino a 5-30 metri di altezza con steli intrecciati.

Le foglie sono intere o trilobate, lunghe circa 5-15, con uno stelo lungo 5–20 cm.
I fiori sono profumati, bianchi o rosa, e di grandi dimensioni, di 8–14 cm di diametro. Si aprono in fretta la sera e per tutta la notte, rimanendo aperti finché vengono toccati dal sole del mattino. Nelle giornate nuvolose, possono rimanere aperti più a lungo. I fiori tendono a restare aperti più a lungo con le basse temperature - che possono anche causare segmenti di strappo o lacerazione, quando si aprono.
Il seme assomiglia ad una piccola noce marrone.

## Tassonomia
Anche se in precedenza era classificata nel genere Calonyction, è ora correttamente assegnata al genere Ipomoea, sottogenere Quamoclit, sezione Calonyction.

## Usi storici
Le antiche civiltà mesoamericane utilizzavano Ipomoea bianca per convertire il lattice dall'albero Castilla elastica e dalla pianta del guayule per produrre palline di gomma rimbalzanti. Lo zolfo contenuto in questa ipomoea serviva a vulcanizzare la gomma, processo che precede la scoperta di Charles Goodyear almeno di 3000 anni.

## Coltivazione
La specie è ampiamente coltivata come pianta ornamentale per i suoi fiori. In ambienti troppo freddi d'inverno, può essere coltivata come pianta annuale. Dal momento che è di origine tropicale, fiorisce meglio sotto un fotoperiodo estivo con i giorni brevi. Anche se può essere coltivato nel nord, la sua fioritura è compromessa da giornate estive troppo lunghe. Così, spesso non germoglia fino all'inizio dell'autunno, quando la lunghezza del giorno torna vicina alle 12 ore. Il seme dovrebbe essere scalfito con una lima prima di essere piantato. In alcune aree si tratta di una specie infestante che può causare problemi in ambienti agricoli.